# Ленер, Робин
Робин Ленер (швед. Robin Lehner; 24 июля 1991 год, Гётеборг, Швеция) — шведский хоккеист, вратарь клуба НХЛ «Вегас Голден Найтс». В 2011 привёл фарм-клуб «Оттавы Сенаторз» «Бингхэмтон Сенаторз» к победе в Кубке Колдера и был признан самым ценным игроком плей-офф.

## Игровая карьера

### Оттава Сенаторз
Ленер начал играть в хоккей относительно поздно: в 10 лет. До этого он увлекался футболом. Он стал одним из лучших шведских вратарей в своей возрастной группе, играя в родной «Фрёлунде» до сезона 2008-09. После, буду выбранным во втором раунде Драфта НХЛ 2009, он переехал в Канаду, чтобы играть в команде «Су Грейхандс» в Хоккейной лиге Онтарио.
29 марта 2010 года, Ленер подписал трехлетний контракт новичка с «Оттавой Сенаторз». СМИ Оттавы высоко оценили перспективу этого вратаря, предположив, что это решит все проблемы Сенаторов» во вратарской линии.
В 2010 году после успешного сезона в ОХЛ, «Оттава» сообщила, что следующий сезон Робин начнет в «Бингхэмтон Сенаторс». Ленер дебютировал в АХЛ 15 октября 2010. На следующий день он был вызван в главную команду из-за травмы Паскаля Леклера. Он дебютировал в НХЛ в игре против «Монреаль Канадиенс», сыграв 5 минут в концовке матча. Тем самым он стал самым молодым шведским вратарём, выходившим на лёд в НХЛ (в 19 лет 2 месяца и 24 дня), опередив Йонаса Энрота больше чем на 2 года.
Ленер выиграл свой первый стартовый матч в НХЛ 13 января 2011 года. Тогда «Оттава» на домашнем льду одолела «Нью-Йорк Айлендерс» со счетом 6-4. 7 июня 2011 после победы «Бингхэмтон Сенаторс» в Кубке Колдера Робин получил «Джэк Эй Баттерфилд Трофи», как самый ценный игрок плей-офф.

### Баффало Сейбрз
26 июня 2015 года «Оттава» обменяла Робина Ленера и нападающего Дэвида Легуонда в «Баффало Сейбрз» на выбор в первом раунде драфта 2015 года, ранее принадлежавший «Айлендерс». По окончании сезона 2017/18 «Баффало» не стали предлагать Ленеру новый контракт, и вратарь как неограниченно свободный агент подписал 1-летний контракт с «Нью-Йорк Айлендерс» на $ 1,5 млн.

### Нью-Йорк Айлендерс. Борьба против депрессии
Голкипер Робин Ленер, летом подписавший контракт с «Айлендерс», рассказал о том, что у него было диагностировано биполярное расстройство с маниакальными фазами. Последний матч в прошлом сезоне он провел 29 марта. После этого «Баффало» сообщил о том, что швед выбыл из строя из-за травмы нижней части тела. До конца сезона его не видели даже в раздевалке.
Ленер признался, что испытывал зависимость от алкоголя и снотворного, его посещали суицидальные мысли. В ночь с 28 на 29 марта он позвонил тренеру вратарей Эндрю Аллену и сказал, что не знает, сможет ли выйти на лед в матче. Они согласились обсудить ситуацию утром, Ленер сказал, что он готов сыграть. Во время игры вратарь боролся с истощением, болями в груди и помутнением зрения. После второго периода у него была паническая атака, и он не мог вернуться на лед.
«Я был пьян, когда позвонил Эндрю. Я хотел убить себя. Несколько раз я был очень близок. Игру в хоккей не сравнить с битвой внутри моего мозга», – рассказал Ленер. Затем Ленер прошёл реабилитационную программу НХЛ. Через пять недель ему был поставлен диагноз биполярное расстройство первого типа с маниакальными фазами.
«Одна из самых сложных вещей – вернуться в хоккей. Я наркоман, которому диагностировали синдром дефицита внимания и гиперактивности и посттравматическое стрессовое расстройство. За всю карьеру у меня не было трезвого сезона. Я был хорошим вратарем, когда находился в хорошем настроении. В депрессивном состоянии – наоборот», – заявил Ленер.

## Международные игры
В 2009 году Ленер играл на юниорском чемпионате мира, где его сборная заняла 5 место. В 2011 году был основным голкипером на Чемпионате среди молодёжных команд, где занял с командой 4 место.

## Стиль игры
Ленер играет в стиле «бабочки», отлично используя свои большие габариты, но оставаясь подвижным в рамке ворот. Перед драфтом 2009 разведка клуба Оттава охарактеризовала Робина как очень конкурентоспособного игрока с хорошей техникой и реакцией. Тренер сборной Швеции Стефан Лунд описал его как "устойчивого, спокойного человека с большой решительностью в игре".

### Клубная карьера
| 2007–08     | Фрёлунда U18        | Swe U18     | 19  | -  | -   | -  | 1147   | 34  | 6  | 1.78 | -    | 4  | -  | - | 243  | 15 | 0 | 3.70 | 89.0 |
| 2008–09     | Фрёлунда U18        | Swe U18     | 2   | -  | -   | -  | 117    | 5   | 0  | 2.56 | 93.3 | 7  | -  | - | 438  | 19 | 0 | 2.60 | 92.6 |
| 2008–09     | Фрёлунда U20        | Swe Jr.     | 22  | -  | -   | -  | 1318   | 67  | 1  | 3.05 | 90.3 | 1  | -  | - | -    | -  | 0 | 3.10 | 93.2 |
| 2009–10     | Су Грейхаундз       | ОХЛ         | 47  | 27 | 13  | 3  | 2574   | 120 | 5  | 2.80 | 91.8 | 5  | 1  | 4 | 279  | 20 | 0 | 4.29 | 87.4 |
| 2009–10     | Бингхэмтон Сенаторс | АХЛ         | 2   | 2  | 0   | 0  | 120    | 6   | 0  | 3.00 | 89.8 | —  | —  | — | —    | —  | — | —    | —    |
| 2010–11     | Бингхэмтон Сенаторс | АХЛ         | 22  | 10 | 8   | 2  | 1246   | 56  | 3  | 2.70 | 91.2 | 19 | 14 | 4 | 1112 | 39 | 3 | 2.10 | 93.9 |
| 2010–11     | Оттава Сенаторз     | НХЛ         | 8   | 1  | 4   | 0  | 341    | 20  | 0  | 3.52 | 88.8 | —  | —  | — | —    | —  | — | —    | —    |
| 2011–12     | Бингхэмтон Сенаторс | АХЛ         | 40  | 13 | 22  | 1  | 2192   | 119 | 2  | 3.26 | 90.7 | —  | —  | — | —    | —  | — | —    | —    |
| 2011–12     | Оттава Сенаторз     | НХЛ         | 5   | 3  | 2   | 0  | 299    | 10  | 1  | 2.01 | 93.5 | —  | —  | — | —    | —  | — | —    | —    |
| 2012–13     | Бингхэмтон Сенаторс | АХЛ         | 31  | 18 | 10  | 0  | 1841   | 65  | 3  | 2.12 | 93.8 | —  | —  | — | —    | —  | — | —    | —    |
| 2012–13     | Оттава Сенаторз     | НХЛ         | 12  | 5  | 3   | 4  | 735    | 27  | 0  | 2.20 | 93.6 | 2  | 0  | 1 | 49   | 2  | 0 | 2.43 | 92.0 |
| 2013–14     | Оттава Сенаторз     | НХЛ         | 36  | 12 | 15  | 6  | 1942   | 99  | 1  | 3.06 | 91.3 | —  | —  | — | —    | —  | — | —    | —    |
| 2014–15     | Оттава Сенаторз     | НХЛ         | 25  | 9  | 12  | 3  | 1471   | 74  | 0  | 3.02 | 90.5 | —  | —  | — | —    | —  | — | —    | —    |
| 2015–16     | Баффало Сейбрз      | НХЛ         | 21  | 5  | 9   | 5  | 1164   | 48  | 1  | 2.47 | 92.4 | —  | —  | — | —    | —  | — | —    | —    |
| 2015–16     | Рочестер Американс  | АХЛ         | 3   | 1  | 2   | 0  | 179    | 10  | 0  | 3.36 | 88.8 | —  | —  | — | —    | —  | — | —    | —    |
| 2016–17     | Баффало Сейбрз      | НХЛ         | 59  | 23 | 26  | 8  | 3405   | 152 | 2  | 2.68 | 92.0 | —  | —  | — | —    | —  | — | —    | —    |
| 2017–18     | Баффало Сейбрз      | НХЛ         | 53  | 14 | 26  | 9  | 2852   | 143 | 3  | 3.01 | 90.8 | —  | —  | — | —    | —  | — | —    | —    |
| 2018–19     | Нью-Йорк Айлендерс  | НХЛ         | 46  | 25 | 13  | 5  | 2616   | 93  | 6  | 2.13 | 93.0 | 8  | 4  | 4 | 449  | 15 | 0 | 2.00 | 93.6 |
| Всего в НХЛ | Всего в НХЛ         | Всего в НХЛ | 265 | 97 | 110 | 40 | 14 826 | 666 | 14 | 2.70 | 91.8 | 10 | 4  | 5 | 498  | 17 | 0 | 2.05 | 93.4 |

## Награды
- ОХЛ Голкипер недели (Ноябрь 16–22, 2009)
- ОХЛ Голкипер недели (Январь 25-31, 2010)
- «Джек Баттерфилд трофи», самый ценный игрок плей-офф
- Обладатель Кубка Колдера 2011 в составе «Бингхэмтон Сенаторс»
- Участник матча звёзд АХЛ (2013)
- Уильям М. Дженнингс Трофи (2019) — совместно с Томасом Грайссом, (2021) — совместно с Марком-Андре Флёри
- Билл Мастертон Трофи (2019)